# Gerhard Haatz
Gerhard Haatz   (16 de novembre de 1947 - 19 de juny de 2012) va ser un pilot d'enduro alemany que va destacar en competició durant la dècada del 1970, en què va participar en diverses edicions dels Sis Dies Internacionals (ISDT) amb la selecció de la RDA i va guanyar dos campionats de la RDA d'enduro.

## Biografia
Haatz va començar a competir amb motos de fora de carretera el 1967 a la GST (Gesellschaft für Sport und Technik, "Associació per als Esports i la Tecnologia") i aviat va fer-ho a escala internacional i estatal amb Simson. El 1969 va ser subcampió de la RDA d'enduro a la categoria de 50 cc. Va repetir aquest èxit el 1970 i el 1971. El 1972 va passar a la categoria de 75 cc i també en va ser subcampió. L'any següent va guanyar el títol en aquesta categoria per primera vegada. El 1975 va competir a la categoria de 125 cc i en va guanyar el títol.
Haatz va competir també al Campionat d'Europa d'enduro. Del 1972 al 1975 va fer-ho a la categoria de 75 cc, on va ser tercer els anys 1972 i 1973 i subcampió el 1974 i el 1975. Del 1976 al 1977 va competir a la categoria de 100 cc i va acabar quart i sisè respectivament a la classificació general. El 1978 va competir per darrera vegada al Campionat d'Europa i va quedar sisè de la categoria 75 cc.
Pel que fa als ISDT, Haatz va debutar-hi el 1971 amb la selecció de la RDA i va acabar vuitè al Vas d'argent. L'any següent va haver de retirar-se l'últim dia per avaria. El 1973, tant l'equip del Vas, on estava enquadrat, com el del Trofeu de la RDA van ser retirats de la competició després del primer dia a causa d'un "oli de motor de dos temps aparentment inadequat". Haatz va seguir a l'equip del Vas fins al 1975 i el 1976 va ser promocionat a l'equip del Trofeu per primera i única vegada. La RDA va acabar-hi tercera, cosa que va donar a Haatz el seu primer podi als ISDT. L'any següent, 1977, encara va superar aquest èxit en obtenir el segon lloc a la classificació del Vas. Aquella va ser la seva darrera participació als Sis Dies, ja que al final de la temporada de 1978 es va retirar de les competicions. Gerhard Haatz es va morir el 2012 després d'una llarga malaltia.